# Coppa del Mondo di skeleton 2005
La Coppa del Mondo di skeleton 2004/05, diciannovesima edizione della manifestazione organizzata dalla Federazione Internazionale di Bob e Skeleton, è iniziata il 26 novembre 2004 a Winterberg, in Germania e si è conclusa l'11 febbraio 2005 a Lake Placid, negli Stati Uniti. Furono disputate quattordici gare: sette per quanto concerne gli uomini ed altrettante per le donne in sette località diverse. 
Questa Coppa del Mondo si è svolta come di consueto in parallelo alla Coppa del Mondo di bob (eccetto la tappa di Sigulda, non disputatasi nel bob, nel cui week-end si gareggiò invece a Cortina d'Ampezzo).
Nel corso della stagione si tennero anche i campionati mondiali di Calgary 2005, in Canada, competizione non valida ai fini della Coppa del Mondo, mentre la tappa di Altenberg assegnò anche i titoli europei.
Vincitori delle coppe di cristallo, trofeo conferito ai vincitori del circuito, furono il canadese Jeff Pain per gli uomini e la statunitense Noelle Pikus-Pace per le donne, entrambi alla prima affermazione nel massimo circuito mondiale.

## Risultati

### Uomini
| Data             | Località        | Primi classificati        | Secondi classificati         | Terzi classificati      |
| ---------------- | --------------- | ------------------------- | ---------------------------- | ----------------------- |
| 26 novembre 2004 | Winterberg      | Jeff Pain Canada          | Gregor Stähli Svizzera       | Chris Soule Stati Uniti |
| 2 dicembre 2004  | Altenberg       | Chris Soule Stati Uniti   | Duff Gibson Canada           | Jeff Pain Canada        |
| 9 dicembre 2004  | Igls            | Gregor Stähli Svizzera    | Jeff Pain Canada             | Markus Penz Austria     |
| 18 dicembre 2004 | Sigulda         | Duff Gibson Canada        | Frank Kleber Germania        | Chris Soule Stati Uniti |
| 20 gennaio 2005  | Cesana Torinese | Duff Gibson Canada        | Matthias Biedermann Germania | Jeff Pain Canada        |
| 27 gennaio 2005  | Sankt Moritz    | Chris Soule Stati Uniti   | Eric Bernotas Stati Uniti    | Gregor Stähli Svizzera  |
| 11 febbraio 2005 | Lake Placid     | Eric Bernotas Stati Uniti | Jeff Pain Canada             | Zach Lund Stati Uniti   |

### Donne
| Data             | Località        | Prime classificate            | Seconde classificate          | Terze classificate            |
| ---------------- | --------------- | ----------------------------- | ----------------------------- | ----------------------------- |
| 26 novembre 2004 | Winterberg      | Noelle Pikus-Pace Stati Uniti | Deanna Panting Canada         | Kerstin Jürgens Germania      |
| 2 dicembre 2004  | Altenberg       | Kerstin Jürgens Germania      | Maya Pedersen Svizzera        | Lindsay Alcock Canada         |
| 9 dicembre 2004  | Igls            | Noelle Pikus-Pace Stati Uniti | Kerstin Jürgens Germania      | Mellisa Hollingsworth Canada  |
| 18 dicembre 2004 | Sigulda         | Noelle Pikus-Pace Stati Uniti | Maya Pedersen Svizzera        | Tanja Morel Svizzera          |
| 20 gennaio 2005  | Cesana Torinese | Kerstin Jürgens Germania      | Diana Sartor Germania         | Monique Riekewald Germania    |
| 27 gennaio 2005  | Sankt Moritz    | Tanja Morel Svizzera          | Noelle Pikus-Pace Stati Uniti | Maya Pedersen Svizzera        |
| 11 febbraio 2005 | Lake Placid     | Maya Pedersen Svizzera        | Katie Uhlaender Stati Uniti   | Noelle Pikus-Pace Stati Uniti |

## Classifiche

### Uomini
| Pos. | Nome pilota     | Nazione     | WIN | ALT | IGL | SIG | CES | STM | LAK | Punti |
| ---- | --------------- | ----------- | --- | --- | --- | --- | --- | --- | --- | ----- |
| 1    | Jeff Pain       | Canada      | 1   | 3   | 2   | 4   | 3   | 5   | 2   | 575   |
| 2    | Chris Soule     | Stati Uniti | 3   | 1   | 9   | 3   | 6   | 1   | 7   | 520   |
| 3    | Duff Gibson     | Canada      | 6   | 2   | 11  | 1   | 1   | 9   | 4   | 504   |
| 4    | Gregor Stähli   | Svizzera    | 2   | 10  | 1   | -   | 5   | 3   | 5   | 442   |
| 5    | Zach Lund       | Stati Uniti | 7   | 6   | 6   | 8   | 4   | 6   | 3   | 435   |
| 6    | Eric Bernotas   | Stati Uniti | 11  | 8   | 8   | 10  | 7   | 2   | 1   | 426   |
| 7    | Frank Kleber    | Germania    | 10  | 5   | 10  | 2   | 12  | 4   | 6   | 405   |
| 8    | Kristan Bromley | Regno Unito | 5   | 4   | 6   | 7   | 24  | 7   | -   | 313   |
| 9    | Martin Rettl    | Austria     | 14  | 22  | 5   | 4   | 19  | 11  | 15  | 261   |
| 10   | Florian Grassl  | Germania    | 8   | 12  | 4   | 6   | -   | -   | 10  | 258   |

### Donne
| Pos. | Nome pilota           | Nazione     | WIN | ALT | IGL | SIG | CES | STM | LAK | Punti |
| ---- | --------------------- | ----------- | --- | --- | --- | --- | --- | --- | --- | ----- |
| 1    | Noelle Pikus-Pace     | Stati Uniti | 1   | 9   | 1   | 1   | 9   | 2   | 3   | 560   |
| 2    | Maya Pedersen         | Svizzera    | 5   | 2   | 6   | 2   | 6   | 3   | 1   | 545   |
| 3    | Kerstin Jürgens       | Germania    | 8   | 1   | 2   | 7   | 1   | 26  | 4   | 470   |
| 4    | Lindsay Alcock        | Canada      | 4   | 3   | 5   | 5   | 10  | 4   | 5   | 457   |
| 5    | Diana Sartor          | Germania    | 3   | 5   | 4   | 6   | 2   | 10  | 11  | 456   |
| 6    | Katie Uhlaender       | Stati Uniti | 6   | 4   | 7   | 4   | 12  | 8   | 2   | 431   |
| 7    | Tanja Morel           | Svizzera    | 9   | 13  | 11  | 3   | 4   | 1   | 9   | 412   |
| 8    | Mellisa Hollingsworth | Canada      | 7   | 7   | 3   | 12  | 5   | 7   | 8   | 396   |
| 9    | Monique Riekewald     | Germania    | 10  | 8   | 8   | 8   | 3   | 5   | 13  | 370   |
| 10   | Lea Ann Parsley       | Stati Uniti | 13  | 6   | 13  | 10  | 6   | 14  | 10  | 300   |